# Šediviny (Kounov)
Šediviny jako část obce Kounov jsou částí vesnice Šediviny v okrese Rychnov nad Kněžnou. Nachází se asi 2,5 km na východ od Kounova. Prochází zde silnice II/309. V roce 2009 zde bylo evidováno 45 adres. V roce 2001 zde trvale žilo 13 obyvatel.
Šediviny je také název katastrálního území o rozloze 2,88 km2.

## Historie
Tato horská ves je známa od roku 1654. Asi v letech 1542–1580 zde bylo devět „osedlých“ (rodin v domech), v roce 1598 je jich zde 13 a v roce 1653 již 16. Ve válečných letech 1625–1637 byly lidem ze Šedivin rozděleny a do dědičného držení rozprodány „klučeniny“ a paseky na horách za úročné platby (např. za slepice a robotování). Lidé měli skutečný výkon roboty: „Ti všichni za robotu měli míti, aby na lov velkou i malou zvěř chodili a průsek k honům a lovům sdělali.“
Šediviny se po několik století dělí na tři místní části, a to Horní Šediviny, Dolní Šediviny a Malé Šediviny. Na Horních Šedivinách se v současné době nachází kostel svatého Josefa postaven roku 1907. Dále pak Dolní Šediviny, jejichž spodním okrajem blízko hranice s obcí Nedvězí prochází hlavní silnice z Kounova na Deštné v Orlických horách. Na Dolních Šedivinách se nachází šestnáct chalup, mezi nimiž je i Remšův statek s kapličkou a dvě budovy bývalých škol. Asi padesát metrů od Remšova statku směrem k Horním Šedivinám se nachází budova české školy, jejíž výstavba byla zahájena 20. září 1922 systémem montovaného Doeckerova školního pavilónu. Druhá škola, a to německá vzdálená asi 500 metrů od české školy se nachází poblíž cesty směrem k Horním Šedivinám. Když se vydáme od bývalé české školy z Dolních Šedivin směrem k obci Rovné, tak asi po 300 metrech se objeví první chalupy místní části Malé Šediviny, kde po roce 1935 došlo k dělení katastrálního území Šedivny, přičemž jedna polovina Malých Šedivin připadla do katastrálního území obce Rovné, proto na území současných Malých Šedivin je jen pět chalup. Dříve tu bylo deset chalup.
Obec Šediviny byla asi do roku 1930 spojena s obcí Plasnice, proto do této doby byl i název katastrálního území Plasnice–Šediviny, což se nachází ve starých katastrálních mapách a zápisech pocházejících z dob do roku 1930. Šediviny byly samostatnou obcí do roku 1967, kdy byly sloučeny s obcí Kounov u Dobrušky. Obec Šediviny byla do roku 1946 převážně osídlena německými obyvateli, proto se také neoficiálně nazývá Německé Šediviny anebo také Plasnické Šediviny podle dřívějšího názvu katastrálního území Plasnice–Šediviny. Toto neoficiální pojmenování těchto Šedivin vzniklo po založení rovenské koncové osady Šediviny kvůli rozlišení dvou různých míst se stejným jménem těsně k sobě přiléhajícím. Rovenská koncová osada Šediviny dostala sice dva neoficiální názvy, a to České Šediviny, který se používal v 19. století a prvních dvaceti letech dvacátého století, ale nijak se neujal, protože druhý název Rovenské Šediviny byl výstižnější, tak přetrval všechny doby od založení osady po roce 1775 až do současnosti. Asi kolem roku 1930 byla obec Plasnice-Šediviny rozdělena na dvě samostatné obce, čímž Šediviny přišly o část svého území, které připadlo Plasnicím. V druhé polovině dvacátého století byla obec Plasnice sloučena s obcí Deštné v Orlických horách.
V roce 1850 zde žilo 238 obyvatel. Páter Josef Volf (* 17. 3. 1896 v Rovném) vyučoval ve zdejší škole náboženství a učil zde i bývalý důstojník Lux.

## Pamětihodnosti
Na kopečku Šedivin stojí kostelík z roku 1907 – kaple sv. Josefa. Nevelký hřbitov je chráněný kamennou zdí ze žlutých pálených cihel a opracovaných kvádrů gabra, pocházejících z nedalekého Špičáku. Nedaleko je roubené stavení bývalé fary. Dole pod kopcem je velké roubené stavení Remešových a pod ním je kaplička.
U soutoku Hluckého a Bažinského potoka stával na kopci ostrožní hrad Hluky – zmenšenina hradu v Dobřanech. Dole pod hradem u potoka byl od roku 1710 mlýn a malá šindelka – výroba šindelů. 15. června 1769 byl mlýn zničený povodní. Později byl obnoven a vlastnil jej rod Mádrových a od roku 1851 rod Poláčkových. Okolo roku 1913 byla budova mlýna č. p. 39 přestavěna a vedle postavena „Poláčkova pila“. Tam pracoval i známý sekerník Josef Bastl. Dne 23. července 1998 byl celý dům č. p. 39 zničen povodní.
Na Rovenských Šedivinách v místní části Bažiny jsou louky se vzácnou květenou, hnízdí zde čáp černý a je zde i přírodní rezervace Bažiny.